# Seikka (ö i Norra Savolax)
Seikka är en ö i Finland. Den ligger i sjön Juurusvesi och Akonvesi och i kommunen Siilinjärvi i den ekonomiska regionen  Kuopio ekonomiska region  och landskapet Norra Savolax, i den centrala delen av landet, 300 km nordost om huvudstaden Helsingfors. Öns största längd är 60 meter i sydöst-nordvästlig riktning.